# Patagonykus

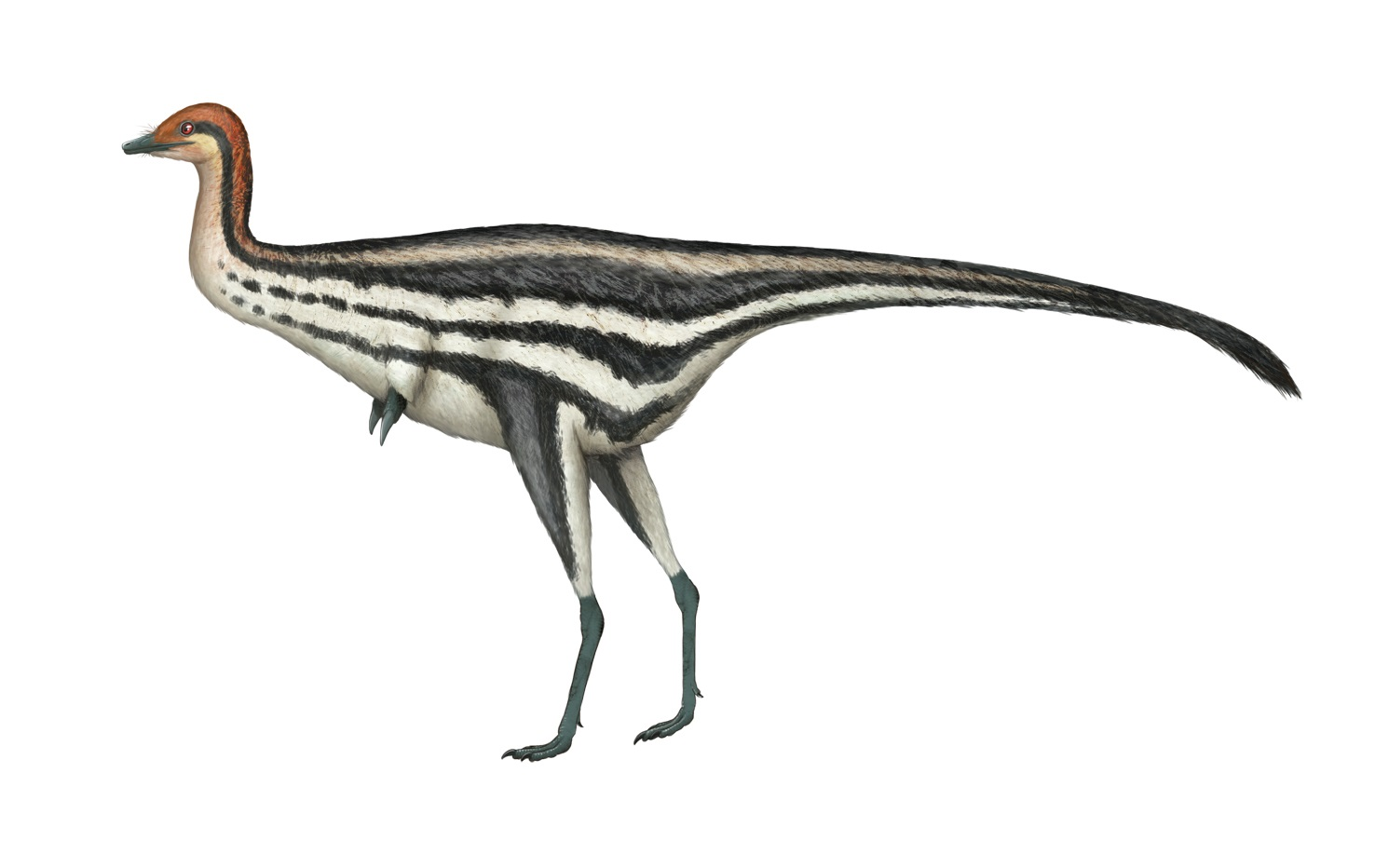
Patagonykus puertai

Patagonykus puertai is een theropode dinosauriër, behorend tot de Coelurosauria die tijdens het late Krijt leefde in het gebied van het huidige Argentinië.

## Vondst en naamgeving
In 1990 vond Emilio Fernando Novas in de Sierra del Portezuelo ten westen van Plaza Huincul het skelet van een kleine theropode. Dat werd in 1991 verder opgegraven.
In 1993 noemde Novas in een lezing de typesoort Patagonykus puertai. De geslachtsnaam is een combinatie van een verwijzing naar Patagonië met een verwijzing naar de verwant Mononykus. De soortaanduiding eert de fossielenjager Pablo Puerta. Een abstract van de lezing werd in 1994 gepubliceerd. Dit omvatte een beschrijving die het taxon onderscheidde zodat de soort hiermee geldig benoemd was. In 1996 vermeldde Novas de naam opnieuw in een regulier artikel. Ten onrechte wordt daarom 1996 vaak vermeld als het jaar van de benoeming. In 1997 publiceerde Novas een gedetailleerde beschrijving.
Het holotype, PVPH 37, is gevonden in een laag van de Puertozeloformatie die dateert uit het Turonien-Coniacien. Het bestaat uit een gedeeltelijk skelet zonder schedel. Bewaard zijn gebleven: een stuk van de wellicht zevende ruggenwervel, delen van de laatste twee ruggenwervels, de derde tot en met vijfde sacrale wervel, delen van zes staartwervels, de ravenbeksbeenderen, de uiteinden van beide opperarmbeenderen, de bovenkant van een rechterellepijp, de onderkant van een linkerellepijp, de bovenkant van een rechterspaakbeen, de carpometacarpus, eerste kootje van de eerste vinger en klauw van de eerste vinger van de rechterhand, beide darmbeenderen, de bovenkanten van beide zitbeenderen, beide schaambeenderen, de uiteinden van het rechterdijbeen, de onderkant van het linkerdijbeen, de uiteinden van beide scheenbeenderen, een tweede en derde middenvoetsbeen van de rechtermiddenvoet verbonden met het derde onderste tarsale en teenkootjes van de rechtervoet: het eerste van de eerste teen en het tweede, derde en vijfde van de vierde teen. De beenderen lagen niet in verband en zijn alle vrij zwaar beschadigd. Ondanks het fragmentarische karakter van de vondst was het tot 2012, toen Bonapartenykus beschreven werd, de meest compleet bekende alvarezsauride uit Zuid-Amerika.
In 1997 wees Novas specimen PVPH 38 aan de soort toe, een stuk van een vijfde halswervel dat bij het holotype was aangetroffen. Hij meende dat het te klein was om bij het typespecimen te kunnen horen. Latere onderzoekers vonden echter dat het gewoon een bot van het holotype was, behalve Luis Maria Chiappe in 2002 die het helemaal geen bot van een alvarezsauride achtte.
In 2003 werd nog een specimen aan de soort toegewezen, MCF-PVPH-102 bestaande uit een eerste kootje van de eerste vinger en de bovenkant van de eerste handklauw.

## Beschrijving

### Grootte en onderscheidende kenmerken

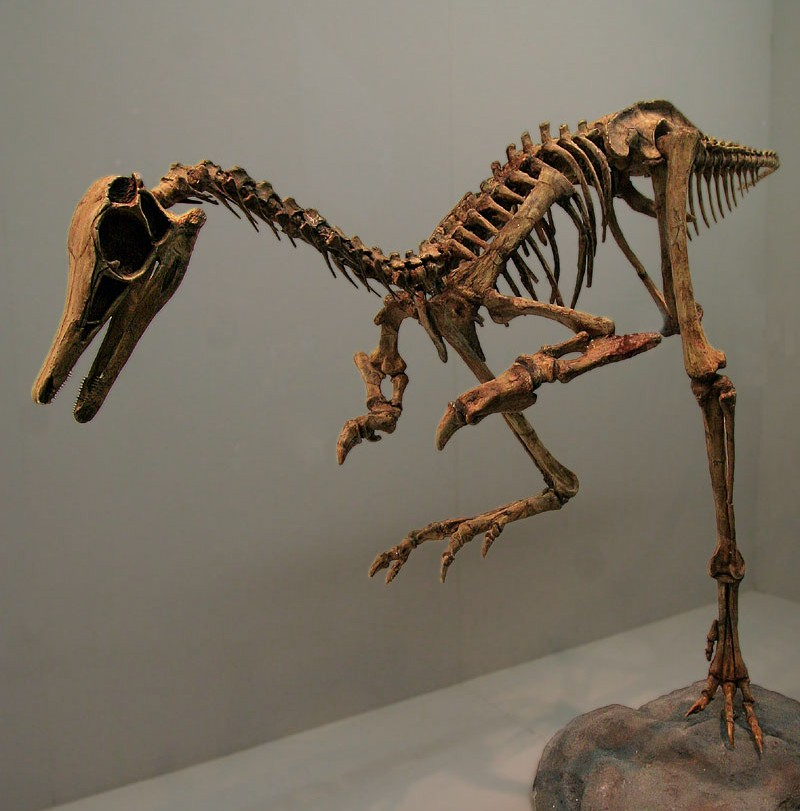
Een model van het skelet

Patagonykus is een van de grotere alvarezsauriden. Door de onvolledigheid van het skelet is het lastig de precieze omvang te bepalen. Novas ging oorspronkelijk uit van een lichaamslengte van een anderhalve meter. Gregory S. Paul schatte in 2010 de lengte op één meter, het gewicht op drieënhalve kilogram. Er is ook een gewicht berekend van 4270 gram.
In 1997 gaf Novas een lijst van onderscheidende kenmerken waarvan sommige ook na de latere ontdekkingen van verwanten nog uniek zijn. De ruggenwervels hebben achterste gewrichtsuitsteeksels waarvan de zijrand tongvormig naar beneden gebogen is. De wervels achter de nek hebben een bult op de basis van de achterkant van de wervelboog. De bijdrage van het ravenbeksbeen aan het schoudergewricht is overdwars smal. De binnenhoek van het bovenvlak van het opperarmbeen is een cilindervormig uitsteeksel dat breder is aan het uiteinde dan aan de basis. De bovenkant van de binnenste gewrichtsknobbel van het opperarmbeen is kegelvormig en steekt sterk naar binnen uit. Het eerste kootje van de eerste vinger heeft een haakvormig uitsteeksel aan de binnenste bovenkant. Van onder bezien heeft het achterste uitsteeksel van de binnenste gewrichtsknobbel van het dijbeen een rechthoekig profiel. Michael Mortimer gaf een mogelijk aanvullend kenmerk: deze knobbel is breed en plat.

### Skelet
Het skelet van Patagonykus is als geheel lichtgebouwd. Bij de ruggenwervels zijn de achterste gewrichtsuitsteeksels van onderen uitgehold. Deze uitholling wordt versterkt doordat hun buitenranden tongvormig naar beneden krullen. Deze wervels zijn niet zo sterk overdwars afgeplat als die van Mononykus en missen pleurocoelen. Ze hebben als secundaire gewrichtsverbindingen nog zwak ontwikkelde hyposfeen-hypantrum-complexen, een basaal kenmerk daar latere alvarezsauriden dergelijke connecties verloren. Ze lijken allemaal amficoel te zijn in plaats van opisthocoel, dus een holle in plaats van een bolle voorkant te bezitten. De sacrale wervels van het heiligbeen zijn versmolten, gekield en sterk uitgehold waarbij slechts een dunne beenwand overblijft. Het aantal sacrale wervels schatte Novas op minstens vijf. Ook deze wervels zijn weer minder afgeplat. Hun doornuitsteeksels vormen geen doorlopende supraneurale plaat: de uitsteeksels van de voorlaatste en laatste wervel zijn zelfs duidelijk afstaand. Bij de laatste sacrale wervel en de eerste staartwervel lijken de achterste gewrichtsuitsteeksels getransformeerd te zijn tot een bolvorm. De voorste staartwervels lijken volgens Novas op die van de eusuchische krokodillen met een sterk procoel, hol, voorvlak, een bol achtervlak, robuuste en in de lengterichting korte doornuitsteeksels, overdwars dunne verruwingen aan de basis van het doornuitsteeksel en diepe uithollingen aan beide kanten van de basis, tussen zowel de voorste als de achterste gewrichtsuitsteeksels. Dit zou duiden op een grote beweeglijkheid van de staartbasis, meer dan bij de Tetanurae gebruikelijk is.
Het ravenbeksbeen heeft een hoge horizontale richel in het midden; het vlak daarboven is sterk hol, daaronder sterk bol met een grote dikte overdwars. Het onderste vlak maakt een hoek van 70° met het bovenste. Dat wijkt sterk af van de vorm bij Aziatische alvarezsauriden waarbij het ravenbeksbeen een vlakke en vrij dunne plaat vormt. Een bult voor de aanhechting van de Musculus biceps brachii ontbreekt.
De voorpoot is sterk verkort met een gereduceerde hand die een graafklauw draagt aan de eerste vinger. Ondanks zijn mogelijkerwijs basale positie zijn de specialisaties van de arm bij Patagonykus dus volledig ontwikkeld. Het opperarmbeen is matig robuust. De kop ervan is afgerond maar met vooraan een afplatting. De binnenhoek is sterk ontwikkeld in de vorm van een liggende cilinder. Die korter en aan de onderrand rechter afgesneden dan bij Aziatische vormen. De vorm van de deltopectorale kam is onbekend want die is niet bewaardgebleven. Het onderste uiteinde van het opperarmbeen is rond in dwarsdoorsnede, niet driehoekig. De gewrichtsknobbel aan de binnenzijde heeft een scherpe rand die naar binnen uitsteekt. Die aan de buitenzijde is afgeplat zonder een groeve voor het contact met de ellepijp. De ellepijp heeft een goed ontwikkelde processus olecrani die echter niet zo lang is als die van Mononykus maar ongeveer een derde van de lengte van het bot uitmaakt. Aan de voorzijde van de ellepijp lopen twee verticale richels, vermoedelijk de aanhechtingen voor de Musculus brachialis en de Musculus humeroradialis die respectievelijk de pronatie en de supinatie van de onderarm bewerkstelligden, dus de draaiing van de klauw naar binnen dan wel naar buiten. Het spaakbeen heft een bovenvlak dat schuin naar voren gericht is en een ondervlak dat niet speciaal verbreed is. Vermoedelijk is de hele middenhand versmolten tot een carpometacarpus; het betreffende carpale is vermoedelijk het halvemaanvormig onderste polsbotje. Het eerste kootje van de eerste vinger is langer dan bij de Aziatische vormen en meer afgeplat. Het is achteraan zeer breed en loopt althans aan de binnenkant uit in een dunnere rand die het achterste van de carpometacarpus gedeeltelijk overspant. In zijaanzicht is het kootje hierdoor bovenaan sterk naar achteren gekromd. De achterkant is symmetrischer dan bij Mononykus. Op de onderkant bevindt zich een groeve met vooral een hoge richel aan de buitenkant. Het kootje heeft onderaan een scharniergewricht. Hierop past de rechthoekige bovenkant ven de eerste klauw. De klauw is robuust en matig gebogen. De bovenste en middelste onderkant ervan is volgens Novas bijna plat hoewel bedacht moet worden dat die curve van het bovenste deel alleen bekend is van specimen MCF-PVPH-102: punt en gewrichtsvlak van de klauw ontbreken bij het holotype. Ze heeft aan de zijkanten diepe groeven. Die hebben in het midden een naar onderen gerichte inkeping precies op de positie waar sommige latere alvarezsauriden een paar foramina bezitten. Meer naar de punt toe loopt een centrale richel op de onderzijde met aan weerszijden ovale uithollingen. Een dergelijke kiel wordt gedeeld met Alvarezsaurus. Van mogelijke tweede en derde vingers is geen spoor gevonden hoewel hun aanwezigheid gezien de basale positie van de soort wel te verwachten was; wellicht heeft hun rudimentaire ontwikkeling voorkomen dat ze bewaard zijn gebleven. Novas meldde een mogelijk buitenste middenhandsbeen in de vorm van een sterk gereduceerd element.
De beenderen van het bekken zijn niet versmolten, een basaal kenmerk. Boven het heupgewricht bevindt zich een horizontale kam op het darmbeen; die beperkt zich niet tot de voorkant zoals bij Mononykus. Deze kam is gescheiden van de krachtig gevormde antitrochanter die voornamelijk door het darmbeen gevormd wordt maar ook een stuk door het zitbeen. Het zitbeen heeft een sterk overdwars afgeplatte bovenkant en steekt onder een hoek van 60° naar achteren. Het schaambeen, naar schatting 191 millimeter lang, is veel basaler dan dat van andere alvarezsauriden. In plaats van een sterk naar achteren gerichte dunne staaf te vormen is het maar iets naar achteren geheld, heeft een vrij dikke schacht met een overdwars ronde doorsnede en eindigt in een grote en overdwars brede "voet" met vooral een lang achterste uitsteeksel. Beide voeten zijn echter niet vergroeid en ook ontbreekt een onderste beenschort tussen de schachten van de schaambeenderen. De bovenkant van het schaambeen is niet zo sterk overdwars afgeplat. De schacht heeft een lengterichel aan de binnenkant.
Novas schatte de lengte van het dijbeen op zevenentwintig à dertig centimeter. Op het dijbeen zijn de trochanter major en de trochanter minor gescheiden door een lage ondiepe inkeping in plaats van in elkaar over te vloeien, een basaal kenmerk. De schacht draagt aan de achterzijde nog een vierde trochanter, hoewel die al gereduceerd is tot een lage richel. De onderste gewrichtsknobbels steken niet ver naar achteren uit. De binnenste knobbel is overdwars niet heel veel breder dan de buitenste. Hoewel er geen volledig kuitbeen bewaard is, toont een facet op het hielbeen dat het vermoedelijk tot aan de enkel doorliep; bij Aziatische vormen is het kuitbeen gereduceerd tot de bovenkant. Het scheenbeen, naar schatting vierendertig centimeter lang, is vergroeid met de bovenste enkelbeenderen. Het binnenste facet van het bovenvlak van het scheenbeen steekt niet speciaal omhoog. Het wat bolle buitenste facet is van het binnenste facet gescheiden door een diepe inkeping aan de achterkant en van de crista cnemialis door een naar buiten uitstekende richel. Het scheenbeen heeft naast de crista cnemialis, de kam aan de bovenste voorzijde voor de spieren die het onderbeen strekken, geen secundaire kam aan de binnenzijde lopen. Aan de binnenste onderkant van het scheenbeen bevindt zich geen scherpe richel, zoals bij Shuvuuia wel het geval is. De onderste enkelbeenderen, sprongbeen en hielbeen, zijn met elkaar versmolten. Het sprongbeen heeft een brede opgaande tak die de voorste onderkant van het scheenbeen overgroeid en waarvan de binnenrand niet ingekeept is.
De middenvoet is vergroeid met de onderste enkelbeenderen, zo valt althans af te leiden uit een plat schijfvormig tarsale dat met de bovenkanten van het tweede en derde middenvoetsbeen versmolten is. Het derde middenvoetsbeen loopt naar boven zodanig door dat het een bedrage levert aan het bovenste gewrichtsvlak van de middenvoet; het is dus niet zo extreem toegeknepen als bij de latere Aziatische soorten. Het bovenvlak van het tweede middenvoetsbeen is rechthoekig in plaats van driehoekig. De enige bewaarde voetklauw, van de vierde teen, is klein, scherp en licht gebogen met gevorkte groeven aan de zijkanten.

## Fylogenie
Novas plaatste Patagonykus in de Alvarezsauridae. Hij aanvaardde indertijd de gedachte dat alvarezsauriden vogels waren. In 2012 schiepen Federico Agnolin e.a. een eigen, zij het ongedefinieerd, Patagonykinae waarbinnen Patagonykus de zustersoort zou zijn van Bonapartenykus. Patagonykus zou daarmee een tamelijk basale positie hebben.
Een mogelijke positie in de evolutionaire stamboom wordt getoond door het volgende kladogram:
|  | Patagonykus    |
|  |                |
|  | Bonapartenykus |
|  |                |

|  | Ceratonykus |
|  |             |
|  | Xixianykus  |
|  |             |
|  | Albinykus   |
|  |             |

|  | Albertonykus |
|  |              |
|  | Mononykus    |
|  |              |

|  | Linhenykus |
|  |            |
|  | Shuvuuia   |
|  |            |

|  | Albertonykus |
|  |              |
|  | Mononykus    |
|  |              |

|  | Linhenykus |
|  |            |
|  | Shuvuuia   |
|  |            |

|  | Albertonykus |
|  |              |
|  | Mononykus    |
|  |              |

|  | Linhenykus |
|  |            |
|  | Shuvuuia   |
|  |            |

|  | Albertonykus |
|  |              |
|  | Mononykus    |
|  |              |

|  | Linhenykus |
|  |            |
|  | Shuvuuia   |
|  |            |

|  | Ceratonykus |
|  |             |
|  | Xixianykus  |
|  |             |
|  | Albinykus   |
|  |             |

|  | Albertonykus |
|  |              |
|  | Mononykus    |
|  |              |

|  | Linhenykus |
|  |            |
|  | Shuvuuia   |
|  |            |

|  | Albertonykus |
|  |              |
|  | Mononykus    |
|  |              |

|  | Linhenykus |
|  |            |
|  | Shuvuuia   |
|  |            |

|  | Albertonykus |
|  |              |
|  | Mononykus    |
|  |              |

|  | Linhenykus |
|  |            |
|  | Shuvuuia   |
|  |            |

|  | Albertonykus |
|  |              |
|  | Mononykus    |
|  |              |

|  | Linhenykus |
|  |            |
|  | Shuvuuia   |
|  |            |

|  | Ceratonykus |
|  |             |
|  | Xixianykus  |
|  |             |
|  | Albinykus   |
|  |             |

|  | Albertonykus |
|  |              |
|  | Mononykus    |
|  |              |

|  | Linhenykus |
|  |            |
|  | Shuvuuia   |
|  |            |

|  | Albertonykus |
|  |              |
|  | Mononykus    |
|  |              |

|  | Linhenykus |
|  |            |
|  | Shuvuuia   |
|  |            |

|  | Albertonykus |
|  |              |
|  | Mononykus    |
|  |              |

|  | Linhenykus |
|  |            |
|  | Shuvuuia   |
|  |            |

|  | Albertonykus |
|  |              |
|  | Mononykus    |
|  |              |

|  | Linhenykus |
|  |            |
|  | Shuvuuia   |
|  |            |

|  | Ceratonykus |
|  |             |
|  | Xixianykus  |
|  |             |
|  | Albinykus   |
|  |             |

|  | Albertonykus |
|  |              |
|  | Mononykus    |
|  |              |

|  | Linhenykus |
|  |            |
|  | Shuvuuia   |
|  |            |

|  | Albertonykus |
|  |              |
|  | Mononykus    |
|  |              |

|  | Linhenykus |
|  |            |
|  | Shuvuuia   |
|  |            |

|  | Albertonykus |
|  |              |
|  | Mononykus    |
|  |              |

|  | Linhenykus |
|  |            |
|  | Shuvuuia   |
|  |            |

|  | Albertonykus |
|  |              |
|  | Mononykus    |
|  |              |

|  | Linhenykus |
|  |            |
|  | Shuvuuia   |
|  |            |

|  | Patagonykus    |
|  |                |
|  | Bonapartenykus |
|  |                |

|  | Ceratonykus |
|  |             |
|  | Xixianykus  |
|  |             |
|  | Albinykus   |
|  |             |

|  | Albertonykus |
|  |              |
|  | Mononykus    |
|  |              |

|  | Linhenykus |
|  |            |
|  | Shuvuuia   |
|  |            |

|  | Albertonykus |
|  |              |
|  | Mononykus    |
|  |              |

|  | Linhenykus |
|  |            |
|  | Shuvuuia   |
|  |            |

|  | Albertonykus |
|  |              |
|  | Mononykus    |
|  |              |

|  | Linhenykus |
|  |            |
|  | Shuvuuia   |
|  |            |

|  | Albertonykus |
|  |              |
|  | Mononykus    |
|  |              |

|  | Linhenykus |
|  |            |
|  | Shuvuuia   |
|  |            |

|  | Ceratonykus |
|  |             |
|  | Xixianykus  |
|  |             |
|  | Albinykus   |
|  |             |

|  | Albertonykus |
|  |              |
|  | Mononykus    |
|  |              |

|  | Linhenykus |
|  |            |
|  | Shuvuuia   |
|  |            |

|  | Albertonykus |
|  |              |
|  | Mononykus    |
|  |              |

|  | Linhenykus |
|  |            |
|  | Shuvuuia   |
|  |            |

|  | Albertonykus |
|  |              |
|  | Mononykus    |
|  |              |

|  | Linhenykus |
|  |            |
|  | Shuvuuia   |
|  |            |

|  | Albertonykus |
|  |              |
|  | Mononykus    |
|  |              |

|  | Linhenykus |
|  |            |
|  | Shuvuuia   |
|  |            |

|  | Ceratonykus |
|  |             |
|  | Xixianykus  |
|  |             |
|  | Albinykus   |
|  |             |

|  | Albertonykus |
|  |              |
|  | Mononykus    |
|  |              |

|  | Linhenykus |
|  |            |
|  | Shuvuuia   |
|  |            |

|  | Albertonykus |
|  |              |
|  | Mononykus    |
|  |              |

|  | Linhenykus |
|  |            |
|  | Shuvuuia   |
|  |            |

|  | Albertonykus |
|  |              |
|  | Mononykus    |
|  |              |

|  | Linhenykus |
|  |            |
|  | Shuvuuia   |
|  |            |

|  | Albertonykus |
|  |              |
|  | Mononykus    |
|  |              |

|  | Linhenykus |
|  |            |
|  | Shuvuuia   |
|  |            |

|  | Ceratonykus |
|  |             |
|  | Xixianykus  |
|  |             |
|  | Albinykus   |
|  |             |

|  | Albertonykus |
|  |              |
|  | Mononykus    |
|  |              |

|  | Linhenykus |
|  |            |
|  | Shuvuuia   |
|  |            |

|  | Albertonykus |
|  |              |
|  | Mononykus    |
|  |              |

|  | Linhenykus |
|  |            |
|  | Shuvuuia   |
|  |            |

|  | Albertonykus |
|  |              |
|  | Mononykus    |
|  |              |

|  | Linhenykus |
|  |            |
|  | Shuvuuia   |
|  |            |

|  | Albertonykus |
|  |              |
|  | Mononykus    |
|  |              |

|  | Linhenykus |
|  |            |
|  | Shuvuuia   |
|  |            |

Patagonykus is de oudste bekende alvarezsauride en de op één oudste bekende soort in de Alvarezsauroidea, op Haplocheirus na.